# Peggy (kutya)
Peggy (2018 körül –) brit kutya, leginkább "A britek legrondább kutyája" cím miatt vált híressé, illetve Dogpoolként is ismert a Deadpool & Rozsomák (2024) című filmből.

## Pályafutása
2018 körül született, és Holly Middleton fogadta örökbe 2018 végén, amikor a kutya hat hónapos volt. A nevét Middleton nagymamájáról kapta. Mopsz-kínai meztelen kutya hibrid. 2023-ban Peggy részt vett egy csúnya kutya versenyen, amelyet a ParrotPrint nevű fotónyomda rendezett. Megnyerte a versenyt, ezzel kiérdemelve "A britek legrondább kutyája" címet.
A versenyben elért sikere után feltűnt több televíziós műsorban, és a filmiparban is szerepeket kapott. Megjelent a BBC Breakfast című műsorában, és látható volt a Deadpool & Rozsomák (2024) című filmben, mint az egyik címszereplő, Deadpool kutyaváltozata, Dogpool. A film londoni red carpet premierjén Peggy is megjelent Ryan Reynolds és Hugh Jackman mellett.